# 薛八一
薛 八一（シュエ・バーイー、1999年8月1日 - ）は、中国の俳優。山西省太原市出身。映像作品デビューはNHKスペシャルドラマ『ストレンジャー〜上海の芥川龍之介〜』。

## 来歴
1999年8月1日、中国山西省太原市で誕生。
2018年、陳凱歌監督が学長を務める上海大学上海電影学院演技科へ入学。
2019年、6月『ストレンジャー〜上海の芥川龍之介〜』撮影、12月28、29日NHKワールド JAPANで先行放送、12月30日BS8K・BS4K・NHK総合3波同時放送（当時の芸名は薛薛）。放送後には役名のルールーがトレンド入りした。
2020年、漢服モデルとして「2020国風大典」他多数のイベントに出演。9月25日～12月19日『站住！花小姐』撮影。
2021年、2月17日～4月24日『創造営2021』参加。7月28日～『站住！花小姐』配信。7月30日～11月29日『闘破蒼穹之少年帰来』撮影。10月5日「2021国風大典」国風星尚官として出演。
2022年、3月末～5月31日上海ロックダウンで自宅隔離。8月5日～11月21日『祈今朝〜失われた記憶、共鳴する愛〜』撮影。10月5日「2022国風大典」国風星尚官として出演。
2023年、
4月29日、30日 寧波方特「華裳盛典」国風推薦官として出演。5月15日～9月11日『少年白馬酔春風』撮影。10月4日「2023国風大典」国風星尚官として出演。10月27日「第9届横店影視節文栄賞」参加。12月2日～2024年3月末『水龍吟』撮影。12月8日～『闘破蒼穹之少年帰来』配信開始。
2024年、1月中旬～4月9日『千香』撮影。1月18日～『祈今朝〜失われた記憶、共鳴する愛〜』配信開始。3月14、15日『五福臨門』撮影。7月19日～『少年白馬酔春風』配信開始。8月13日『奇妙通告日』放送。8月24日「風華盛典」出演。10月2日～『祈今朝〜失われた記憶、共鳴する愛〜』の日本語字幕版の配信およびDVDの発売開始。12月8日「2024国風大典」国風星尚官として出演。
2025年、1月2日～20日『枕紅粧』撮影。1月25日〜五福の娘たち（原題:五福临门）日本ではNetflixで世界同時配信開始（25話に出演）。2月16日～3月11日『帝王側(第一季)』撮影。4月中旬〜6月9日『攬流光三千』撮影。
4月25・26日に東京で開催された「中国時代劇ドラマファンミーティング  時を超えた出会い～2025 春～」に出演。5月2日 成都歓楽谷国潮文化節「王者栄耀 五五開黒節」時空漫遊官として出演。6月13日 チベット自治区林芝市での「越野越自然コンサート」に出演。
6月6日〜「少年春風～The First Generation～」（原題:少年白馬酔春風）がホームドラマチャンネルにて日本初放送中。

## 出演

### ドラマ
- ストレンジャー〜上海の芥川龍之介〜（2019年、NHK総合・BS8K・BS4K・ NHK WORLD-JAPAN）- ルールー 役
- 站住！花小姐（2021年、芒果TV）- 高仁 役
- 闘破蒼穹之少年帰来（2023年、腾讯视频・WeTV）- 古妖 役
- 祈今朝〜失われた記憶、共鳴する愛〜（仙剣六）（2024年、腾讯视频・WeTV、U-NEXT、LaLa TV）- 洛埋名 役
- 少年春風～The First Generation～（2024年、优酷网・ホームドラマチャンネル）- 白髪仙（莫棋宣） 役
- 水龍吟（未定、湖南衛視・芒果TV）- 風伝香 役
- 千香（未定、优酷网）- 日炎 役
- 五福の娘たち（2025、湖南衛視・芒果TV・Netflix）- 慧静师太 役 (第25話)
- 枕紅粧（未定、未定）- 周子画 役
- 帝王側（未定、腾讯视频）- 林睿珩 役
- 攬流光三千（未定、优酷网）- 南亭 役

### バラエティ
- 創造営2021（2021、腾讯视频）ファイナリスト
- 奇妙通告日（2024年8月13日、抖音・湖北卫视）少年白馬酔春風PR

### テレビ番組（日本）
- 時を超えた出会い2025・春～中国俳優来日イベント＜日テレプラス版＞[7]（2025年6月28日、日テレプラス）

### 雑誌（日本）
- anan 2451号 [8] ・・CLOSE UP モダンボーイズが華麗に魅せる、中国時代劇俳優がanan初登場！ 于斌×劉海寛×王翌舟×紀李×薛八一　ー熱風到来ー大陸から伝わる愛。
- 月刊スカパー! 2025年7月号 [9] ・・中国時代劇スターファンミ徹底リポート！
- 最新！ 注目スター＆中国時代劇ドラマガイド2025 [10] ・・●来日インタビュー＆イベントレポート  ●中国時代劇ドラマファンミーティング ～時を超えた出会い 2025・春～
- ASIAN POPS MAGAZINE（アジポップ）176号  [11] ・・「中国時代劇スターファンミーティング」で来日したユー・ビン、リウ・ハイクアン、ジー・リー、ワン・イージョウ、シュエ・バーイーのインタビュー